# العلاقات الباكستانية الميكرونيسية
العلاقات الباكستانية الميكرونيسية هي العلاقات الثنائية التي تجمع بين باكستان وولايات ميكرونيسيا المتحدة.

## مقارنة بين البلدين
هذه مقارنة عامة ومرجعية للدولتين:
| وجه المقارنة                                              | باكستان                     | ولايات ميكرونيسيا المتحدة |
| --------------------------------------------------------- | --------------------------- | ------------------------- |
| المساحة (كم2)                                             | 881.91 ألف                  | 702                       |
| عدد السكان (نسمة)                                         | 197.02 مليون                | 105.54 ألف                |
| الكثافة السكانية (ن./كم²)                                 | 223.4                       | 15.03 ألف                 |
| العاصمة                                                   | إسلام آباد                  | باليكير                   |
| اللغة الرسمية                                             | لغة إنجليزية، اللغة الأردية | لغة إنجليزية              |
| العملة                                                    | روبية باكستانية             | دولار أمريكي              |
| الناتج المحلي الإجمالي (بليون دولار)                      | 304.95 مليار                | 336.43 مليون              |
| الناتج المحلي الإجمالي (تعادل القوة الشرائية) بليون دولار | 946.67 مليار                | 365.27 مليون              |
| الناتج المحلي الإجمالي الاسمي للفرد دولار أمريكي          | 1.43 ألف                    | 3.02 ألف                  |
| الناتج المحلي الإجمالي للفرد دولار أمريكي                 | 4.81 ألف                    |                           |
| مؤشر التنمية البشرية                                      | 0.538                       | 0.640                     |
| رمز المكالمات الدولي                                      | +92                         | +691                      |
| رمز الإنترنت                                              | .pk                         | .fm                       |
| المنطقة الزمنية                                           | ت ع م+05:00                 |                           |

## منظمات دولية مشتركة
يشترك البلدان في عضوية مجموعة من المنظمات الدولية، منها:
| علم المنظمة | اسم المنظمة                               | تاريخ انضمام باكستان | تاريخ انضمام ولايات ميكرونيسيا المتحدة |
| ----------- | ----------------------------------------- | -------------------- | -------------------------------------- |
|             | بنك التنمية الآسيوي                       | 1966                 | 1990                                   |
|             | يونسكو                                    | 14 سبتمبر 1949       | 19 أكتوبر 1999                         |
|             | وكالة ضمان الاستثمار متعدد الأطراف        | 12 أبريل 1988        | 11 أغسطس 1993                          |
|             | الأمم المتحدة                             | 30 سبتمبر 1947       | 17 سبتمبر 1991                         |
|             | البنك الدولي للإنشاء والتعمير             | 11 يوليو 1950        | 24 يونيو 1993                          |
|             | الاتحاد الدولي للاتصالات                  | 26 أغسطس 1947        | 18 مارس 1993                           |
|             | منظمة حظر الأسلحة الكيميائية              | ?                    | ?                                      |
|             | مؤسسة التمويل الدولية                     | 20 يوليو 1956        | 24 يونيو 1993                          |
|             | المركز الدولي لتسوية المنازعات الاستشارية | 15 أكتوبر 1966       | 24 يوليو 1993                          |

## وصلات خارجية
- موقع وزارة الخارجية الباكستانية